# Maischeerhitzung
Die Maischeerhitzung ist eine Methode der Farbgewinnung bei Rotweinen, bei der die Maische auf 67–85 °C erhitzt und nach einer Verweilzeit rückgekühlt und gepresst wird; anschließend wird der Traubenmost in der Regel auf etwa 20 °C abgekühlt und die Gärung findet unter den Bedingungen einer Weißweingärung statt. Der unterstützende Einsatz von Enzymen ist erlaubt.
Das Verfahren wird vor allem dann angewandt, wenn einfache, süffige und rasch trinkfertige Weine erzielt werden sollen. Es eignet sich nicht zum Keltern hochwertiger, tanninhaltiger und alterungsfähiger Weine. Bei mangelhafter Rückkühlung kann es zu extrem stürmischer Gärung unter starkem Schäumen und mit hohen Gärtemperaturen kommen, was zum sogenannten Versieden führt: Die Hefen degenerieren, Essigsäurebakterien entwickeln sich, es kommt zu Essigsäurebildung und zum Braunwerden des Weins.